# Hledání úradku
Hledání úradku, neboli dvacátý sedmý teorém etiky (1995, Поиск предназначения, или Двадцать седьмая теорема этики) je vědeckofantastický román ruského spisovatele Borise Strugackého, který napsal pod pseudonymem S. Vitickij (pod tímto pseudonymem začal Boris Strugackij publikovat po smrti svého bratra roku 1991 na základě jejich vzájemné dohody, že jméno Bratři Strugačtí se nebude po smrti jednoho z nich dále používat).  

## Obsah románu
V románu sledujeme životní pouť Stanislava Krasnogorova od jeho dětství při blokádě Leningradu až do jeho pozdního věku. Stanislav si uvědomuje, že se kolem jeho osoby dějí divné věci, protože mnozí lidé, kteří se nějakým způsobem snaží zasahovat do jeho života a o kterých je Stanislav přesvědčen, že mu chtějí ublížit, zemřou. Umírají však i jeho kamarádi a dokonce i jeho těhotná manželka. Stanislav stále přemýšlí o svém podivném vyvolení a o tom, jaký je jeho smysl a hledá svůj úradek, tj. své určení. Při hledání odpovědi v myšlenkách slavných filosofů, narazí na teorémy z Etiky Barucha Spinozy, zejména na dvacátý sedmý, který zní: „Věc, která je Bohem determinována (určena) k nějaké činnosti, není schopna uvést sama sebe ve stav nedeterminovanosti“. Na základě toho dojde k přesvědčení, že nemůže nenadále zemřít.  
Román současně obsahuje ostrou kritiku sovětského politického zřízení. To je charakterizováno jako mocenská mašinérie, která na základě desítek let praxe výslechů představuje bezchybně pracující anonymní stroj. Obsahuje popis života lidí v disidentském prostředí, jejichž jediným zločinem je to, že vyvíjejí vlastní, na státní moci nezávislé aktivity. Samotný Stanislav je vyšetřován KGB, která jej považuje za paranormální jev. Stanislav si tak postupně uvědomuje, že ovlivňuje své okolí víc, než si myslel, a to paranormálním způsobem, který není schopen ovládat svou vůlí.
Když Stanislav kandiduje na presidenta Ruska, založí na základě své nezranitelnosti svou politickou kariéru na poctivém přístupu k voličům. Jak se však volby blíží, zjišťuje, že národ má potřebu i touhu mít nad sebou bič a že podporuje především toho, koho se bojí.
Na konci románu Stanislav zjistí, že jeho přítel Viktor Kikonin, zvaný Vikomt, pracuje na vytváření lidských klonů, a že pokročil již tak daleko, že dokázal vytvořit i věrný Stanislavův klon. Snaží se tento výzkum zastavit, postaví se tak svému klonu do cesty a umírá tak, jako umírali ti, co se postavili proti němu,.

## Česká vydání
- Ďábel mezi lidmi, Hledání úradku, Detaily ze života Nikity Voroncova, Triton, Praha 2008, přeložil Libor Dvořák.